# چوی فیلیپ
چوی فیلیپ (کره‌ای: 최필립؛ زادهٔ چوی پیل سون، کره‌ای: 최필순؛ در ۱۸ اوت ۱۹۷۹) بازیگر اهل کره جنوبی است.